# Sjun'
Il Sjun' (in russo Сюнь?; in baschiro Сөн) è un fiume della Russia europea orientale, affluente di sinistra della Belaja, nel bacino della Kama. Scorre nel Baškortostan, nei rajon Iliševskij, Bakalinskij, Šaranskij e nell'Aktanyšskij rajon del Tatarstan.
La sorgente si trova nella parte settentrionale delle alture di Bugul'ma e Belebej, 4 km a nord-est del villaggio di Enachmetovo. Nel corso superiore scorre a sud e volge dolcemente a nord-ovest, nella parte centrale e inferiore scorre a nord/nord-est. Il Sjun' ha una lunghezza di 209 km, il suo bacino è di 4 500 km². Sfocia nella Belaja a 83 km dalla foce, 2 km sotto il villaggio di Novomedvedevo.
Nel corso inferiore, corre lungo il fiume il confine tra le repubbliche della Baschiria e del Tatarstan. I maggiori villaggi lungo il suo corso sono Bakaly e Šaran.